# Stenobermuda acutirostrata
Stenobermuda acutirostrata is een pissebed uit de familie Stenetriidae. De wetenschappelijke naam van de soort is voor het eerst geldig gepubliceerd in 1979 door George A. Schultz.